# Saint-Paër
Saint-Paër é uma comuna francesa na região administrativa da Normandia, no departamento de Sena Marítimo. Estende-se por uma área de 18,33 km². Em 2010 a comuna tinha 1 344 habitantes (densidade: 73,3 hab./km²).